# Herbert Runge
Herbert Runge (n. 23 ianuarie 1913, Elberfeld, Regatul Prusiei, Imperiul German – d. 11 martie 1986, Wuppertal, RFG) a fost un boxer german, medaliat olimpic. A participat la o ediție a Jocurilor Olimpice (1936) în care a câștigat o medalie de aur.

## Participări
Lista de mai jos prezintă principalele competiții la care a participat Herbert Runge de-a lungul carierei.
- boxing at the 1936 Summer Olympics – heavyweight[*]